# 前田利功
前田 利功（まえだ としこと、1888年（明治21年）7月7日 - 1962年（昭和37年）2月21日）は、明治から昭和期の華族（男爵）。旧名・芳明。

## 経歴
富山前田家第12代当主前田利聲の子として生まれる。1890年5月22日、加賀前田家分家当主前田利武の臨終に際してその養子となり、利功と改名し男爵を襲爵した。
学習院高等科を卒業。中央生命保険（第一生命保険の前身の一つ）社長、国際製菓監査役などを務めた。

## 親族
- 妻：艶子（三井高寛庶子）[4]
- 子：利貴、利栄